# Instituto Guatemalteco de Turismo
El Instituto Guatemalteco de Turismo (INGUAT) es una entidad estatal descentralizada, con personalidad jurídica para adquirir derechos y contraer obligaciones y con patrimonio propio, de conformidad con su Ley Orgánica, Decreto n.º 1701 del Congreso de la República de Guatemala. Su nombre no puede ser adoptado por ninguna entidad pública o privada. Actualmente tiene su sede en la Ciudad de Guatemala y su jurisdicción se extiende a todo el territorio nacional. Asimismo, es la autoridad superior en materia de turismo en el país y representa a Guatemala ante las entidades similares de otros países y también ante los organismos internacionales del ramo. Debiendo también favorecer el turismo receptivo e interno.
Visión
El Instituto Guatemalteco de turismo, es el ente rector y facilitador que promueve y fomenta el desarrollo turístico sostenible de Guatemala, a nivel nacional e internacional, por medio de la coordinación entre los sectores público, privado y sociedad civil.
Misión
Liderar el posicionamiento de Guatemala, como destino turístico competitivo a nivel nacional e internacional, aprovechando sus ventajas comparativas, para contribuir al desarrollo turístico sostenible del país.

## Finalidades
De acuerdo a lo establecido en su Ley Orgánica, el INGUAT queda obligado a desarrollar las funciones encaminadas al fomento del turismo interno y receptivo, tales como:
a) Determinar cuáles son los lugares de atracción turística en el territorio nacional, con el objeto de evaluarlos y desarrollarlos, según su importancia, con apego a las prioridades previamente establecidas;
b) Cooperar con las instituciones encargadas del mantenimiento, conservación, exhibición, restauración y conocimiento de nuestros tesoros arqueológicos, históricos y artísticos, aportando cuanto sea necesario para que, sin menoscabo de su integridad y pureza, dicha riqueza pueda aprovecharse en los planes de desarrollo turístico;
c) Elaborar un plan de turismo interno, que permita un mejor conocimiento entre los guatemaltecos, como miembro de la comunidad nacional, a la vez que les depare la oportunidad de apreciar las manifestaciones de la cultura de las distintas regiones y la belleza de sus paisajes;
d) Fomentar las industrias y artesanías típicas, colaborando en su desarrollo, promoviendo la apertura de nuevos mercados nacionales e internacionales, proporcionándoles informaciones que puedan beneficiar el mejoramiento de sus productos y aplicando los medios publicitarios de que disponga, para lograr una mayor demanda de los mismos;
e) Habilitar playas, jardines, parques, fuentes de aguas medicinales y centros de recreación con sus fondos propios; y colaborar con las municipalidades respectivas, en la dotación de los servicios esenciales, y en le embellecimiento y ornamentación de los mismos, cuando tales zonas estén bajo su custodia;
f) Construir hoteles o albergues, responsabilizándose en todo caso, de que tales construcciones respondan a las necesidades del turismo nacional, en cuanto a su funcionalidad y belleza y procurando que la arquitectura de dichas construcciones esté en consonancia con el ambiente, uso y tradiciones de la zona. Dichas edificaciones, cuando sean hechas por cuenta propia, deben ser entregadas para su explotación a personas idóneas, en el sentido que se considere conveniente a los intereses de la Nación y especialmente al incremento del turismo;
g) Divulgar las propiedades terapéuticas de las fuentes de aguas medicinales despertando el interés de los guatemaltecos y extranjeros por aprovecharlas;
h) Organizar o colaborar en la celebración de ferias internacionales, nacionales, departamentales y locales; festivales folclóricos y ceremonias tradicionales;
i) Divulgar los programas religiosos de los más venerados santuarios de la República y las fechas de las solemnidades más importantes;
j) Disponer la construcción de aeródromos y vías de acceso a los lugares de interés turístico; y gestionar su ejecución ante el Ministerio de Comunicaciones, Infraestructura y Vivienda;
k) Emitir, previa opinión favorable de la Junta Monetaria, del Ministerio Público y llenando los requisitos que establecen las leyes, bonos de turismo para la construcción de obras autofinanciables, tales como hoteles, moteles, turicentros, funiculares y otras obras que tiendan a incrementar el turismo;
l) Colaborar con el Instituto de Recreación de los Trabajadores en la organización de sistemas de turismo obrero, y con los establecimientos de enseñanza, en la promoción del turismo escolar, para los cuales el INGUAT, de común acuerdo con los propietarios o arrendatarios de hoteles, debe fijar tarifas especiales en temporadas apropiadas, que permitan el fácil conocimiento de las diferentes zonas turísticas al mayor número de personas de escasos recursos;
m) Fundar por cuenta propia y con la ayuda de las universidades, una escuela de turismo, en colaboración con las entidades interesadas en esta materia; abrir centros de capacitación y de adiestramiento para el personal al servicio del turismo y otorgar becas para que los guatemaltecos
que se distingan o tengan vocación, puedan asistir a escuelas del extranjero con iguales fines;
n) Orientar la organización y funcionamiento de las asociaciones, comités y otras entidades que se constituyan con fines de promoción turística;
o) Inscribir, clasificar e inspeccionar el funcionamiento de las empresas turísticas, para que puedan operar en el país;
p) Autorizar, de acuerdo con la clasificación por categorías, previamente establecida por el INGUAT, las tarifas máximas de los hoteles, moteles, pensiones, autobuses y taxis dedicados al turismo, y controlar la observancia de las mismas. La clasificación podrá ser revisada, a solicitud de parte, tomándose en cuenta todas las circunstancias, en cada caso;
q) Formar y mantener actualizado, bajo su más estricta responsabilidad, el inventario turístico del país;
r) Proporcionar toda la información que se le solicite, sobre lugares, servicios y cualquier objetivo turístico;
s) Imprimir el mapa vial de Guatemala, buscando su mejor presentación y calidad, y actualizarlo cada año; editar folletos y guías que contengan información sobre todos los asuntos de interés que se mencionan en el inciso anterior;
t) Emprender periódicamente campañas publicitarias dirigidas al turismo interior, a fin de que durante los períodos de vacaciones, los guatemaltecos visiten los centros de recreación del país;
u) Imponer las sanciones correspondientes a las personas que infrinjan esta ley o sus reglamentos;
v) Solicitar al Ejecutivo que se entreguen las zonas turísticas a su custodia;
w) Organizar con las entidades encargadas, o especializadas, partidas de caza y pesca, en lugares turísticos, empeñándose en crear temporadas y competencias; y
x) Fomentar por todos los medios a su alcance, el turismo interior y receptivo.

## Funciones Específicas
Las funciones específicas del INGUAT, para promover el turismo receptivo dentro del país, son:
a) Fomentar y estimular la inversión de capital guatemalteco o extranjero, en hoteles y centros de recreación dedicados al turismo, proporcionando las informaciones que se le soliciten en todo lo relativo a impuestos, tasas, incentivos y demás datos que puedan fundamentar los estudios previos de inversión;
b) Hacer por cuenta propia, en periódicos, revistas, radio, televisión y otros medios que se considere igualmente adecuados y eficaces, del extranjero, frecuentes campañas de promoción turística, que divulguen nuestras bellezas naturales, riquezas arqueológicas, centros de deporte y recreación social, de descanso y esparcimiento, con el objeto de atraer a Guatemala la corriente turística de otros países;
c) Prestar toda su colaboración y usar su influencia para que las compañías de transporte internacional, agencias de viajes, cadenas de hoteles y empresas de cualquier otra índole, relacionadas con el turismo, por su cuenta hagan campañas de promoción a favor de Guatemala, en el extranjero;
d) Proporcionar a los consulados de Guatemala, toda clase de propaganda e información para que
puedan incrementar el turismo a Guatemala y resolver las consultas que se les dirijan;
e) Imprimir libros, folletos y carteles sobre Guatemala; producir películas documentales, fotografías y todo el material necesario, de cualquier naturaleza que sea, que pueda usarse en la promoción turística;
f) Establecer contacto con universidades, centros de enseñanza media, cámara de comercio e industria y otras entidades o instituciones del extranjero que se interesen en Guatemala, para promover viajes de negocios, estudio o recreación;
g) Integrar con la colaboración de las embajadas y consulados de Guatemala, y otras entidades que se considere convenientes, las Asociaciones de Amigos de Guatemala, que colaboren con el INGUAT en la divulgación de nuestra propaganda turística;
h) Organizar y llevar a cabo cursillos de orientación y enseñanza, dirigidos a los empleados de aduanas,
migración policía y otras entidades que tengan contacto con el turismo exterior, para enseñarle
formas de trato social al turista;
i) Fomentar la integración de conjuntos musicales y de otra índole, de guatemaltecos que vistan los trajes típicos de las distintas regiones del país y actúen en bares, restaurantes y lugares públicos, ofreciéndoles el diseño del traje y la ayuda que sea compatible con los propósitos de incremento turístico y las posibilidades del INGUAT;
j) Ofrecer en lugares adecuados representaciones de danza y bailes folclóricos con la mayor periodicidad posible, para al cual el INGUAT debe preocuparse por integrar los conjuntos que sean necesarios Organizar, colaborar y participar en los eventos nacionales e internacionales relacionados con el turismo;
l) Celebrar acuerdos con entidades similares de México, Centroamérica y otros países, para el establecimiento de circuitos turísticos que incluyan a Guatemala; y
m) Ejercer todas las demás funciones que tiendan a crea e incrementar atracción turística por Guatemala.

## Organización

### Administración
Con lo establecido en su Ley Orgánica, la dirección, administración y funcionamiento del INGUAT, está a cargo en su orden jerárquico:
1. Del director general del INGUAT;
2. Del subdirector del INGUAT; y
3. De los jefes de los respectivos departamentos.

Entre las personalidades guatemaltecas que han sido directores de la institución se encuentran:
- Jorge Senn Bonilla
- Álvaro Arzú
- Alejandro Sinibaldi

### Asesoría
El órgano asesor del INGUAT, es la Junta Asesora de Turismo, que está integrada por:
1. El Director del INGUAT;
2. El Subdirector del INGUAT;
3. Un representante del Ministerio de Economía;
4. Un representante del Ministerio de Finanzas Públicas;
5. Un representante del Ministerio de Gobernación;
6. Un representante del Ministerio de Relaciones Exteriores;
7. Un representante del Ministerio de Comunicaciones, Infraestructura y Vivienda;
8. Un representante de la Secretaría General de Planificación Económica (Secretaría General del Consejo Nacional de Planificación Económica);
9. Un representante de la Cámara de Comercio;
10. Un representante de la Cámara de Industria;
11. Un representante de la Asociación de Periodistas de Guatemala;
12. Un representante de Agencias de Viajes;
13. Un representante de la Industria Hotelera;
14. Un representante de Líneas Aéreas; y
15. Un representante de la Cámara de Turismo de Guatemala, reemplazando a la Asociación Guatemalteca de Turismo (AGT).

## Historia
La sede del INGUAT se inauguró el 6 de octubre de 1977, por el presidente entonces presidente de Guatemala, general Kjell Eugenio Laugerud García y el director del INGUAT, Jorge Senn Bonilla, en un acto al que asistieron los ministros de Estado, miembros del cuerpo diplomático acreditado en el país, jefes militares, diputados, representantes del organismo judicial y periodistas. Como Guatemala se encontraba sumida en una guerra civil, el presidente Laugerud García dijo durante su discurso: «lamentablemente la incomprensión de muchos guatemaltecos que se empeñan en mantener un clima de violencia en el país,  impide que la corriente turística llegue en mayor proporción a Guatemala».
El edificio del INGUAT está centro cívico, en la zona 4 de la Ciudad de Guatemala, construido sobre una superficie de tres mil m², dieciséis niveles y dos sótanos para estacionamiento en un complejo antisísmico; tuvo un costo de tres millones y medio de quetzales y tiene dos accesos, sistema contra incendios y planta de energía de emergencia.